# Pityohyphantes rubrofasciatus
Pityohyphantes rubrofasciatus är en spindelart som först beskrevs av Eugen von Keyserling 1886.  Pityohyphantes rubrofasciatus ingår i släktet Pityohyphantes och familjen täckvävarspindlar. Inga underarter finns listade i Catalogue of Life.